# Trichogramma lacustre
Trichogramma lacustre är en stekelart som beskrevs av Sorokina 1978. Trichogramma lacustre ingår i släktet Trichogramma och familjen hårstrimsteklar.
Artens utbredningsområde är:
- Bulgarien.
- Frankrike.

Inga underarter finns listade i Catalogue of Life.